# Literatura espanyola del Renaixement

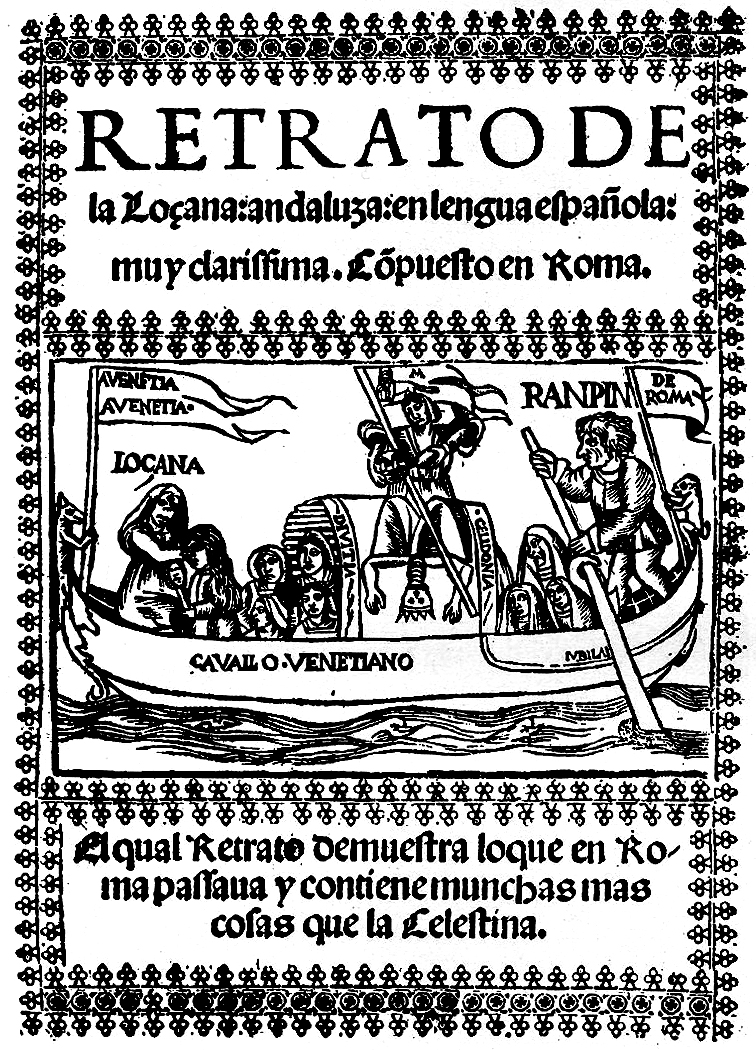
Coberta de, Francisco Delicado, Retrato de la Loçana andaluza, Venecia, 1528. Página del título.1ª edición, exemplar únic.

La Literatura espanyola del Renaixement està estretament vinculada a les relacions polítiques, militars, religioses i literàries entre Itàlia i Espanya des de mitjan segle xv que van suposar un florent intercanvi cultural entre aquests dos territoris. El papat dels valencians, Calixt III i Alexandre VI, va promoure les relacions culturals entre Corona de Castella, la Corona d'Aragó i Roma. A Itàlia s'editaven o traduïen les obres literàries de la Península ibèrica, com l'Amadís de Gaula, La Celestina, Cárcel de Amor. També les composicions poètiques de Jorge Manrique i Íñigo López de Mendoza, Marqués de Santillana. També les recopilacions populars com els villancets i els romanços. De la mateixa manera succeïa a Espanya amb obres italianes, com la Jerusalem alliberada de Torquato Tasso.
Les seves primeres manifestacions es poden observar a la Itàlia dels segles xiii i xiv, caracteritzant-se per la recuperació de l'humanisme de la literatura grecollatina i la seva difusió a partir de la invenció de la impremta el 1450. Les llengües vulgars s'imposen sobre el llatí que queda resevat com a llengua literària culta i per obres de coneixement. Figures com Dante, Petrarca i Boccaccio van donar lloc a l'esplendor de la literatura renaixentista a la Italia del segle xv. Les relacions hispano-italianes eren molt importants des de feia segles, la qual cosa va permetre que s'importés a la Península les preocupacions i gustos que va donar peu al Renaixement hispànic.

## Context històric
En desenvolupament del Renaixement coincideix amb l'inici de l'edat moderna. Un període que es caracteritza pel començament de la consolidació dels Estats europeus, els viatges transoceànics que posen en contacte Europa i Amèrica, l'ascens de la burgesia i l'afirmació del capitalisme com a sistema global que dictarà els seu règim socioeconòmic.
La política del segle xvi està marcada per la configuració dels grans estats monàrquics a Europa, que lluiten per afermar el seu poder territorial, tant a Europa com als nous territoris descoberts a Amèrica i al Pacífic, començant a posar les bases de l'Era Colonial.
Espanya, amb Carles V del Sacre Imperi romanogermànic, esdevé la potència dominant amb el control de Flandes, Àustria, part d'Itàlia i la part occidental d'Amèrica del Sud, que progressivament es va explorant. Portugal li disputar l'hegemonia marítima, particularment amb Manuel I, que va tenir un suport posterior d'Anglaterra. Les guerres al continent europeu es mantenen, especialment la Guerra dels vuitanta anys, que va acabar amb la independència dels Països Baixos. Aquest conflicte, polític i religiós, va adquir derivades com la Guerra de la lliga de Cognac, incorporant el saqueig de Roma (1527) a mans dels espanyoles i alemanyes, amb l'escandol de bona part de la societat europea.
Els monarques europeus van veure limitades les seves ànsies expansionistes a causa de l'Imperi Otomà. Liderat per Solimà I el Magnífic, aquest va conquerir l'antiga Pèrsia. A Europa, va mantenir el bloqueig del comerç mediterrani, que a finals del segle passat ja havia forçat la cerca de noves rutes comercials cap a l'Atlàntic. Els conflictes entre els Habsurg i els turcs son també guerres de religió entre el cristiannisme i l'islam. Mes a l'est, Akbar, va expandir l'Imperi mogol per gairebé tota l'Índia, i va protagonitzar una era d'esplendor cultural i tolerància religiosa al continent. Els mongols mantenien el domini de les estepes, assetjant la Xina de la dinastia Ming.
A Amèrica, els espanyols van sotmetre bona part dels pobles autòctons. Hernán Cortés va reclamar el territori del futur Mèxic, provocant la fi de l'Imperi asteca. Al sud Francisco Pizarro va fer el mateix amb el Perú, lluitant contra l'Imperi Inca. Els portuguesos inicien la colonització del Brasil. El bretó Jacques Cartier descobreix els territoris del Canadà.
Econòmicament, al segle xvi, s'inicia un autèntic comerç global que inclou tots els continents. Amb la volta al món de Fernão de Magalhães i Juan Sebastián Elcano, s'havia incorporat Oceania a les rutes marítimes d'intercanvi. Europa importava or i nous aliments d'Amèrica, i hi exportava manufactures i esclaus, provinents d'Àfrica, per treballar en els grans latifundis que es regalaven als nous pobladors. De l'Orient, comprava espècies i articles luxosos, que transportaven fent escala a punts com Filipines i la costa africana, a fi de burlar la pirateria turca. El conjunt d'aquests productes que circulen pels oceans es coneix com l'intercanvi colombí, que va fer augmentar el pes de la banca i la burgesia comercial. El seu enriquiment va produir que anés reclamant un major poder polític als estats amb major dinamisme comercial.
Els intercanvis econòmics troben un recolzament amb els inicis de la revolució científica que esclataria el segle següent. La mentalitat més racional, permetia la demostració de les hipòtesis que s'afirmaven en la recerca del coneixement. Aquesta cerca de proves va fer proliferar els experiments amb noves descobertes. La mentalitat humanista considerava que l'home instruït havia de dominar tant la tècnica com les arts. Per això es demanava la traducció de les obres més influents del nou pensament, que gràcies a la impremta es podien consultar pels mecenes a través dels mecenes a les quals anaven dedicades, com a les biblioteques de les universitats que impulsaven el debat i la circulació del coneixement. El pare d'aquesta revolució que propugna el mètode científic el protagonitza Galileo Galilei amb els seus estudis astronòmics i invents com el termòmetre. Altres exemples de l'impuls de la ciència a nivell de la cosmologia hi trobem el model heliocèntric de Nicolau Copèrnic, o les noves estrelles descobertes per Tycho Brahe. També amb el tractats d'anatomia humana d'Andreas Vesal, o l'arrel quadrada de Christoph Rudolff.

## Mentalitat humanista
El Renaixement simbolitza la reactivació del coneixement i el progrés, després de segles de predomini de mentalitat dogmàtica religiosa establerta a Europa durant l'edat mitjana. L'home serà el centre i mesura de totes les coses, amb interessos polifacètics per les arts, la política i les ciències. Es passa del teocentrisme medieval a un antropocentrisme en que l'home se centre de tot. El terme «renaixement» s'utilitza com un corrent que reprenia els elements de la cultura clàssica i que va ser establert a partir de l'obra de Giorgio Vasari Vides de pintors, escultors i arquitectes famosos (1570).
La mentalitat renaixentista respon a la doctrina de l'humanisme, que es caracteritza per:
- La valoració de l'món grecollatí, on es busca una nova escala de valors basada en l'individu
- L'antropocentrisme: l'home és el centre de l'univers,capaç de dominar el món i crear el seu propi destí.
- S'anteposa la raó al sentiment, i preval l'equilibri, la mesura i l'harmonia (Aurea mediocritas).
- El nou ideal de l'home és el del cortesà de Castiglione, el perfecte cavaller hàbil com poeta i guerrer.
- La bellesa; la naturalesa, la dona, i l'amor es presenten idealitzats. Es descriu el món no com és, sinó com hauria de ser.

## L'humanisme a Espanya

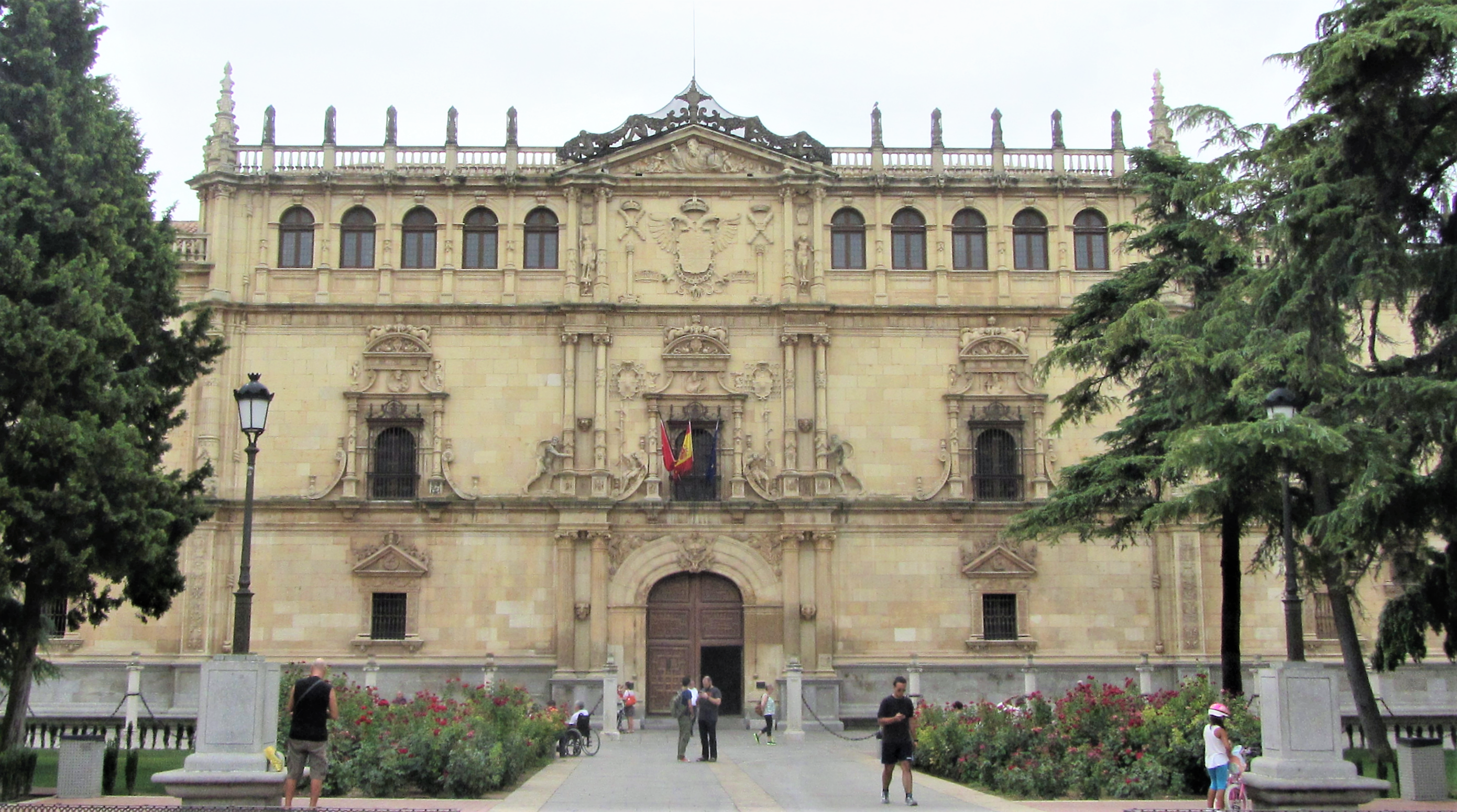
Façana de la Universitat d'Alcalá d'Henares.

El 1492 finalitza l'etapa de la Reconquesta amb la presa de Granada. Els habitants de religió musulmana i jueva eren expulsats de la península amb el Decret de l'Alhambra. Però tot i així seguien convivint les tres religions; el judaisme, el islam i el cristianisme. Aquesta última majoritària i ostentadora del poder polític. La Inquisició passa a ser un òrgan dependent de l'Estat i no només de l'Església, i exerceix pressió perquè s'acabi expulsant les confessions abans tolerades. La situació d'Espanya sempre va ser molt complexa, si bé l'humanisme va aconseguir mantenir el seu caràcter innovador, tot i les interferències que van limitar l'estudi dels clàssics.
Durant el govern dels Reis Catòlics cal destacar la tasca de Antonio de Nebrija (1442–1522), autor de la primera Gramàtica castellana.
D'altra banda, el gran mecenes durant l'humanisme va ser el cardenal Francisco Jiménez de Cisneros, que contrasta en part amb la resta del seu prelat pel seu origen humil, caràcter auster i l'haver posat la seva major obstinació en reformar els costums d'indisciplina entre les ordres religioses. La contrareforma havia de ser fruit d'una reforma de l'educació, i encara que no fos erudit va ser el màxim protector dels nous estudis. En 1498 va fundar la Universitat d'Alcalá d'Henares, que va superar en prestigi i influència a totes les altres excepte la de Salamanca, la seva màxima competidora. L'orientació de la seva reforma coincidia en part amb les idees d'Erasme en un moment en què l'erasmisme era la doctrina puixant a Europa. A Espanya comptava amb la protecció del rei Carles V del Sacre Imperi Romanogermànic.

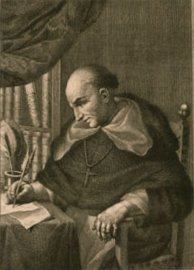
Bartolomé de las Casas: «Retratos de Españoles ilustres» publicat per la Real Imprenta de Madrid (1791)

Durant aquesta època va ser coneguda l'obra de Pedro Mexía, que va recopilar una miscel·lània d'informació científica. És un exemple de la tendència renaixentista a la idealització, ja que es tenia la convicció que la saviesa es pot extreure de la gent senzilla. La tradició ha conservat aquesta intel·ligència natural, perquè el poble sempre va estar a prop de la natura.
Dins de l'idealisme i el humanisme renaixentista, estan molt ben representades les controvèrsies de l'activitat colonial d'Espanya en el nou món. El principal promotor va ser el frare dominic Bartolomé de las Casas (1474–1566). Tenia com a principis bàsics: que la guerra és irracional i contrària a la civilització. La força no s'havia d'utilitzar contra els indígenes, ja que fins i tot la conversió forçosa al cristianisme és reprotxable. La irracionalitat i la llibertat de l'home exigeix que la religió i tota la resta només s'ensenyi mitjançant una suau i amable persuasió.

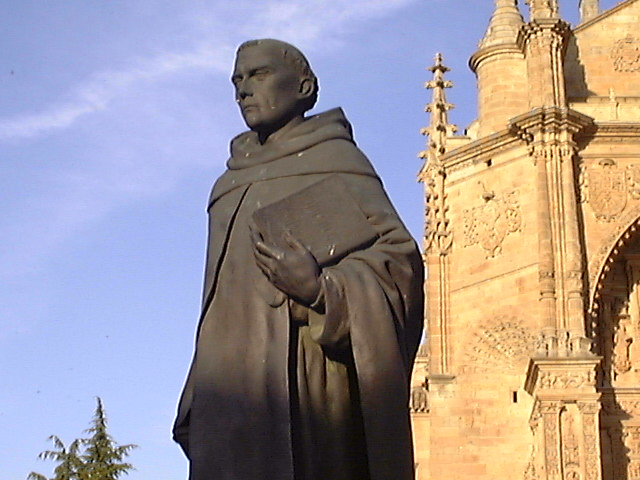
Francisco de Vitoria, Estàtula a San Esteban a Salamanca

El ressorgiment del nou esperit es va veure encarnat per Francisco de Vitoria (1483–1546), teòleg dominic, professor de Salacoja. Va rebutjar tota argumentació basada en pures consideracions metafísiques per estar a favor de l'estudi dels problemes reals que plantejava la vida política i social contemporània. També va establir els conceptes bàsics del dret internacional modern, basant-se en la regla del dret natural. Defensava les llibertats fonamentals com la paraula, comunicació, comerç i trànsit pels mars, sempre que les nacions i races no es perjudiquessin mútuament. Però aquestes llibertats eren inherents a la societat humana, dins de la qual els indígenes no eren considerats, ja que pertanyien a comunitats subdesenvolupades, sense organització política ni mitjans de comerç. En conseqüència, Vitòria propugnava un sistema de mandat on les ètnies inferiors havien de ser governades per les superiors, doctrina basada en el servilisme natural. Per tant, si les nacions incivilitzades es negaven a sotmetre's voluntàriament, la guerra era moralment legítima.
Amb Erasme a Espanya mor l'esperit de tolerància, ja que no es va arribar a cap reconciliació ni compromís entre protestants i catòlics. Al començar la Contrareforma, es perseguia la unitat religiosa que només era possible dins el mateix Cristianisme. Amb aquests postulats havia acabat el Renaixement. No obstant això la religiositat espanyola va mantenir els seus propis paràmetres gràcies a una nova ordre, la Companyia de Jesús, fundada per Sant Ignasi de Loiola (1491–1556). Defensava el neoplatonisme que havia arribat a la Península Ibèrica procedent d'Itàlia. Plató, basava la seva filosofia de l'amor en l'elevació, on l'esperit és transportat pel seu amor a la bellesa.
L'humanisme proposa com a tasca assolir la puresa autèntica del missatge cristià, i assolir la unitat dels millors pensaments humans al voltant de la filosofia de Crist. Aquí l'home modern pot trobar l'alegria i la felicitat. Erasme preten facultar a l'home la virtuositat i felicitat a través de l'eduació. Reconeixia que l'home és raó i llenguatge, per això el seu treball és el de reconèixer la paraula com la millor part de la naturalesa, ja que constitueix l'essència de la humanitat.

## L'humanisme català
L'humanisme català es un moviment literari caracteritzat per la reivindicació del classicisme i que s'origina per la nova situació sociopolítica i religiosa de les dues darreres dècades del segle xiv i bona part del segle xv. Tot i que els autors mostren un interès més profund per la cultura grecollatina, i rebutja el sistema de pensament escolàstic. Però al no suposar una ruptura radical amb el pensament medieval se'l coneix també com a Prehumanisme.
Pel que fa al segle xvi la manca d'un estat al darrere, condiciona força el desenvolupament literari en llengua catalana. Un dels pioners seria Jeroni Pau, jurista a la cancelleria apostòlica, historiador de les antiguitats romanes i autor d'epístoles retoriques i de poesies influïdes per Marcial i Prudenci. La Universitat de València va donar nombrosos intetel·lectuals com Joan Àngel i Gonzàlez, Francesc Dassió, Joan Navarro, Joan Salaya, Andreu Sempere, Pere Joan Nunyes o Joan Lorenzo Palmireno que contribuïren a la difusió de la poètica i la retòrica clàssiques amb tractats teòrics i exercicis literaris, alhora que van difondre l'obra i el pensament de Joan Lluís Vives, l'humanista valencià resident al centre d'Europa.

## La poesia renaixentista
La poesia d'aquest període es va dividir en dues escoles: la De Salamanca (Fray Luis de León) i la Sevillana (Fernando de Herrera).

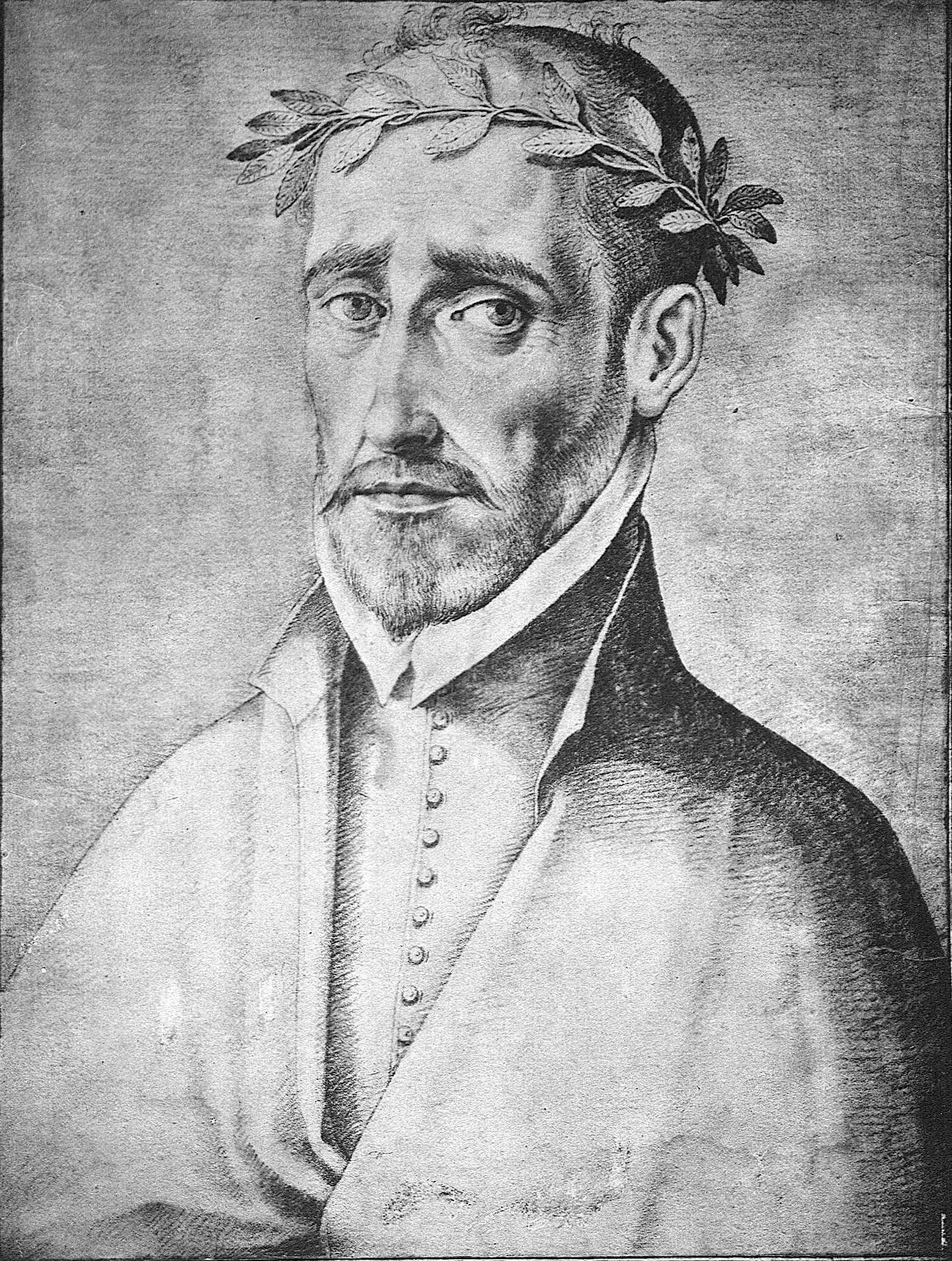
Fernando de Herrera: retrat de Francisco Pacheco, (1564-1644) El libro de descripción de verdaderos retratos, ilustres y memorables varones, [Sevilla, s.n., s.a.]- Real Academia de la Historia (Madrid). Signatura: 1/736

L'Escola de Salamanca, té com a trets distintius: la Concisió en el llenguatge, expressió plana, realisme en el pensament, la preferència per l'estrofa curta,i laa naturalitat i la senzillesa.
L'Escola Sevillana, en canvi, és: grandiloqüent, poleix en extrem la forma, la seva obra és més de meditació que de sentiment, més de documentació que d'observació de la naturalesa i de la vida, prefereix l'estrofa llarga i la composició extensa, i fa servir abundantment els adjectius i l'ornament retòric.
No obstant això, aquesta escola va servir de fonament i de pont necessari per enllaçar amb els moviments poètics que al segle xvii es van englobar sota la denominació general de Barroc.

### Orígens
La lírica renaixentista s'origina a partir de la tradició, que perpetua temes i formes de la lírica medieval. Aquesta tradició es compon tant de la lírica tradicional, oral i popular (nadales, cançons d'amor…). També per la lírica no escrita, transmesa pel romanç, com la lírica culta d'autors destacats com Juan de Mena o el Marquès de Santillana). Finalment pel que coneixem com la lírica cortesana d'arrel trobadoresca recollida en els cançoners, el més famós dels quals va ser el d'Hernando de Acuña. Aquesta poesia tradicional està lligada a l'ús de l'vers curt, especialment l'octosíl·lab.
Per altra banda, existeix el corrent innovador d'arrel petrarquista i, per tant, italianitzant, el qual madurarà gràcies a Boscà i a Garcilaso. Aquest corrent beu en realitat de les mateixes fonts que l'anterior: la lírica occitana. Utilitzen per tant una mateixa concepció de l'amor com a servei que dignifica l'enamorat.

### Característiques
Pel que fa a la mètrica utilitzada, s'adopten els versos hendecasíl·labs i heptasíl·labs. La rima utilitzada és consonant, ja que a partir de l'última vocal accentuada, tots els sons coincideixen. Les estrofes (lira, silva, vuitena real, tercets encadenats, sonet) son de procedència Italiana.
Així mateix, apareixen gèneres característics com l'ègloga amb pastors com a protagonistes idealitzats, l'oda (per a assumptes greus) o l'epístola (poema en forma de carta).
La llengua en aquesta època està dominada per la naturalitat i la senzillesa, fugint de l'afectació, de l'amanerament i de la frase rebuscada. Així el lèxic i la sintaxi seran senzills.
Els temes preferits per la poesia renaixentista són, fonamentalment, l'amor, concebut des del punt de vista platònic. També la natura, com un fet idíl·lic (bucolisme), i la mitologia, utilitzada com a tema central o com a ornament per a un assumpte amorós. La bellesa femenina seguirà sempre un mateix ideal clàssic.
En relació amb aquests temes esmentats, hi ha diversos tòpics renaixentistes, presos de l'món clàssic alguns d'ells:
- El Carpe Diem, la traducció seria «aprofita el moment». S'aconsella el gaudi de la vida abans de l'arribada de la vellesa.[40]
- La Descriptio puellae, «descripció de la jove» visió de la bellesa ideal de la dona.[41]
- El Beatus Ille o «feliç aquell». Creure que l'home és més feliç al camp, apartat de tot allò que estigui relacionat amb el brogit de la vida a ciutat.[42]
- El Locus amoenus o descripció d'una naturalesa perfecta i idíl·lica.[43]
- L'Aurea mediocritas, gust i satisfacció per la senzillesa, el que es posseeix, enfront del desig desmesurat de riqueses.[44]

### Imitació i originalitat en la poètica renaixentista
El poeta renaixentista se servia dels models de la Natura. No es posava en dubte la necessitat d'imitar-la, doncs la imitació es justificava no en la reproducció de models, sinó en el mateix esperit nodrit d'altres pensaments. El fet aliè, forçosament dispers a l'ésser múltiple, es vertebra i refon en un organisme únic, i si en aquest resplendeix l'esperit de l'escriptor, ningú podrà negar-li el dictat d'original.
En l'esforç per establir influències, traduccions o adaptacions, hi ha un component d'autocomplaença, ja que donava prestigi a qui les descobria. Aquests factors eren, en la seva major part, un rastreig que significava una pugna entre l'antic i modern, per exhibir la pròpia cultura. L'escriptor d'aquesta època assumeix la imitació com a centre de la seva activitat. L'originalitat absoluta constitueix un ideal remot que no es nega, però no es postula de forma exigent, perquè és un privilegi concedit a poquíssims, i existeix a més la possibilitat d'assolir-la amb la condició imitativa. La imitació cal trobar-la a través de diverses fonts que han de transformar-se i reduir-se a una unitat. És a dir, convertir-se al sentiment personal que permeti obtenir el resultat original.

### Poesia amorosa
A la poesia lírica de la primera meitat de segle xvi, la crítica reconeix diversos corrents paral·lels que conflueixen en dues grans línies.
- Tradicional: que perpetua els temes i formes procedents de la tradició medieval. Recull tant la lírica tradicional (nadales, cançons d'amor, textos romanços, etc.) com les de la poesia de cançoner de segle xv en el seu vessant amorosa i moral didàctica. Lligada a l'ús de metres curts, especialment el vers octosíl·lab.[47]
- Italianitzant: la lírica italianitzant, més innovadora, introdueix a Espanya models poètics d'inspiració petrarquista vigents en el Renaixement italià. Reflecteix el desenvolupament de les innovacions de Joan Boscà i Garcilaso, segons el patró de la lírica culta italiana del seu temps. Està lligada a l'ocupació de l'hendecasíl·lab, sonet i de diverses formes estròfiques derivades de la cançó petrarquista.[48]

Els estudis de José Manuel Blecua i Rafael Lapesa demostren la improcedència de la rígida dicotomia entre els dos corrents, ja que tots dos beuen d'una font comuna de la poesia occitana. En la lírica castellana existia ja un clima «petrarquista» procedent del fons trobadoresc que els poetes del Dolce stil novo havien recollit a Itàlia. El sorgiment de la lírica italianitzant té una data clau, en 1526. Andrea Navagero insta Joan Boscà a provar en llengua castellana sonets i altres troves usades pels poetes italians. Al seu torn, a Itàlia l'entusiasme per les lletres grecollatines repercuteix en el ressorgiment del bucolisme, al costat de la poesia pastoral de l'Edat d'Or, i altres mites clàssics que podrien servir per a la comunicació del sentiment amorós.

#### Garcilaso de la Vega

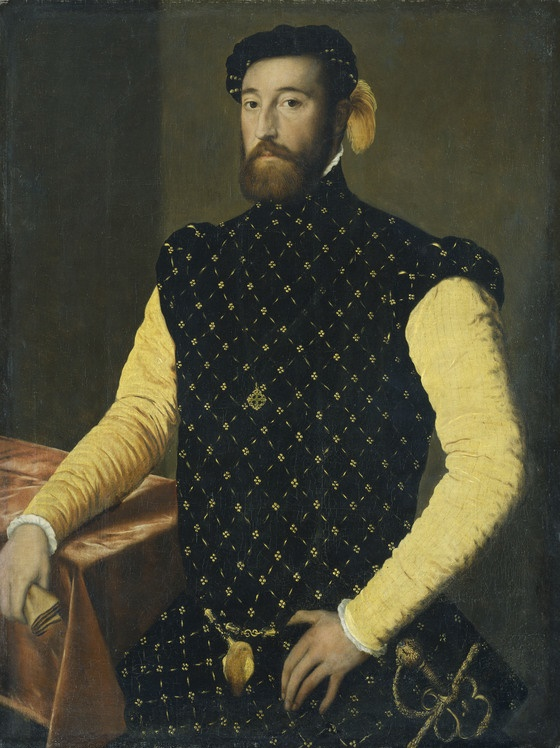
Retrat de Garcilaso de la Vega.

Garcilaso de la Vega (1501-1536), va ser un cortesà i soldat de l'època de l'emperador Carles V. És pràcticament impossible refer la seva vida externa sense detalls autobiogràfics inspirats majoritàriament per la portuguesa Isabel Freyre, passant primer per la gelosia del seu casament, i després pel dolor de la seva mort. La poesia de Garclaso es vincula amb tres noms principals: Virgili, Petrarca i Sannazaro. De Virgili rescata l'expressió del sentiment, de Petrarca, la mètrica i la indagació en els estats d'ànim; i de Sannazaro, el seu nivell artístic.
Va destacar per la riquesa expressiva dels seus versos exemplificats per Dámaso Alonso en l'ègloga II. Una perfecta imbricació de recursos tècnics per apropar el lector a la comprensió en plenitud del llenguatge poètic. Hi ha tres motius essencials: la dolçor, la tristesa i la gravetat. Sobresurten la seva simetria i la perspectiva psicològica.
La matèria poètica de Garcilaso està constituïda per les vivències d'un esperit agitat entre impulsos contradictoris. Sumit en la conformitat o refugiat en somnis de bellesa. Aquests estats de l'ànima es troben amb motlles propis de la tradició literària, que actuen sobre el contingut sentimental i sobre l'expressió, que els filtra o intensifica.
Garcilaso comença a preocupar-se de la bellesa del món exterior, de la bellesa femenina, després del paisatge. Però mai desapareixen els trets hispànics característics com la gravetat i la digna contenció, o la voluntat de perdre. Hi són presents elements del Dolce stil novo, que l'impulsen a idealitzar l'amor, presentant-lo com estímul de l'espiritualitat.

#### Cristobal de Castillejo
Dins de l'anomenada línia tradicional destaca la figura de Cristóbal de Castillejo, de qui s'han estudiat molt rígidament els seus poemes amorosos, ajustats als tòpics de l'amor cortès, i les seves sàtires. Ha estat percebut com un esperit imbuït de l'ideal erasmista i dotat d'una superioritat moral per sobre de la baixesa cortesana. En la seva obra hi ha barreja de jocositat i moralisme. Va estar en contra de l'escola italianitzant, per estar encapçalant la defensa de la llengua nacional del nou imperi. Postulava que aquesta llengua superaria i revitalitzaria la insubstancialitat i amanerament de les coples castellanes del seu temps, ja allunyades dels models anteriors. Aquest vitalisme suposava la incorporació d'elements folklòrics i tradicionals, la tendència populista erasmista del refrany i del col·loqui, i el nacionalisme lingüístic literari.

#### Joan Boscá

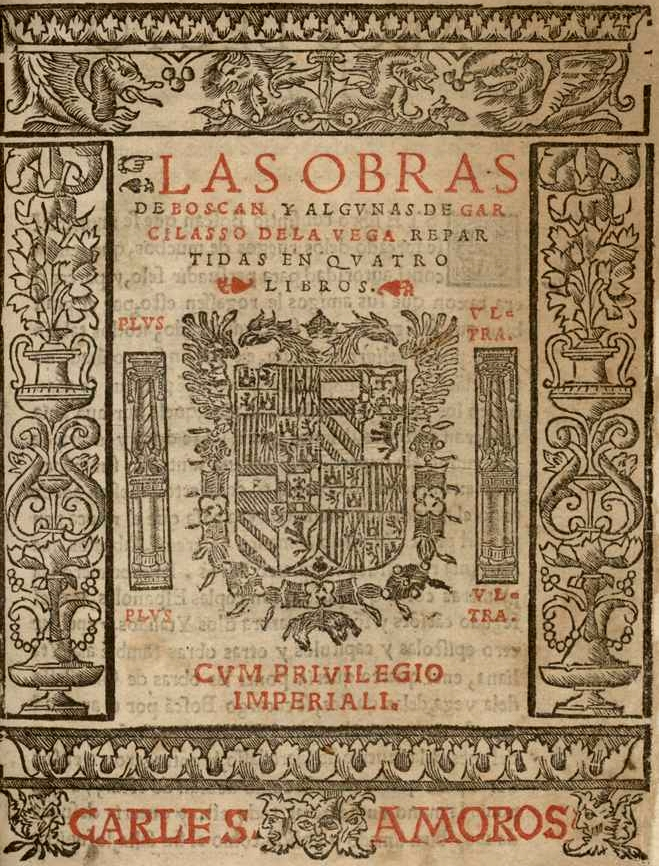
Portada de Las obras de Boscán y algunas de Garcilaso de la Vega repartidas en cuatro libros, Barcelona, Carlos Amorós, 1543

Joan Boscà i Almogàver (Barcelona, 1493 – Perpinyà, 1542), poeta i traductor català en llengua castellana del Renaixement.
D'origen noble, va rebre una excel·lent formació humanística i va servir a la Cort dels Reis Catòlics i després a la de l'emperador Carles V d'Espanya. Va ser preceptor de l'Duc d'Alba. A la Cort va conèixer a un altre poeta amic seu, Diego Hurtado de Mendoza. Aquest li va dirigir la famosa Epístola Boscan. El cavaller català es va casar amb una culta dama valenciana, Ana Girón de Rebolledo, i va viatjar a Itàlia com a ambaixador espanyol. Allà va trobar al cavaller toledà Garcilaso de la Vega, amb qui va entaular una gran amistat. L'estima que Boscà sentia per l'obra del poeta valencià Ausiàs March condicionaren les influències d'aquest en algunes de les composicions del poeta manxec.
Boscà, havia cultivat amb anterioritat la conceptuosa i cortesana lírica del cançoner. Va introduir el vers hendecasíl·lab i les estrofes italianes: sonet, vuitena real, tercet encadenat, cançó en estades.També va incorporar el poema en hendecasíl·labs blancs i els motius i estructures de l'Petrarquisme a la poesia castellana. L'ambaixador venecià i humanista Andrea Navagiero, amic seu, el va persuadir a intentar aquesta experiència poètica en una conversa amb ell als jardins del Generalife, a Granada.
També va convèncer d'aquesta novetat als seus amics Garcilaso de la Vega i Diego Hurtado de Mendoza. Tanmateix, va escriure el manifest de la nova estètica italianitzant del Renaixement en una epístola nuncupatoria (dedicada) adreçada «A la duquessa de Soma» a la qual va posar en un pròleg a un dels seus volums de poesies. Altres cavallers, però, tenien un concepte més nacionalista del Renaixement, com ara Cristóbal de Castillejo, i van fer veure amablement la seva disconformitat en sàtires contra el nou estil. La novetat d'l'hendecasíl·lab, però, va arrelar a la banda de l'octosíl·lab com el vers més usat en la lírica castellana. Des de llavors, el dodecasí·llab, amb un ritme pesat i menys flexible que el de l'hendecasíl·lab, va ser arraconat a favor de l'hendecasíl·lab quan hi havia de tractar temes importants. La poesia castellana va quedar així enriquida amb nous versos, estrofes, temes, tons i recursos expressius.
El poema Hero y Leandro de Boscà és el primer que tracta temes llegendaris i mitològics clàssics. D'altra banda, la seva Epístola a Mendoza introdueix a Espanya el model de l'epístola moral com un gènere poètic imitat d'Horaci, on s'exposa l'ideal del savi estoic amb la seva prudent moderació i equilibri.
Estudis moderns han desterrat la idea infundada de la duresa i sequedat dels seus versos, amb el pretext que no era un parlant natiu de castellà. Fora d'un ampli cançoner petrarquista, Boscà va demostrar el seu domini del castellà traduint a més Il libro del cortegiano (1528) de l'humanista italià Baldassare Castiglione amb el títol d'El cortesà (1534) en una modèlica prosa renaixentista amb regust de Ciceró. A més, va preparar l'edició de les obres del seu amic Garcilaso de la Vega. Tot i que va morir abans d'acabar el projecte, per la qual cosa la seva vídua va imprimir l'obra el 1543 al taller de Carles Amorós, a Barcelona, amb el títol Las obras de Boscán con algunas de Garcilaso de la Vega.

## Literatura religiosa

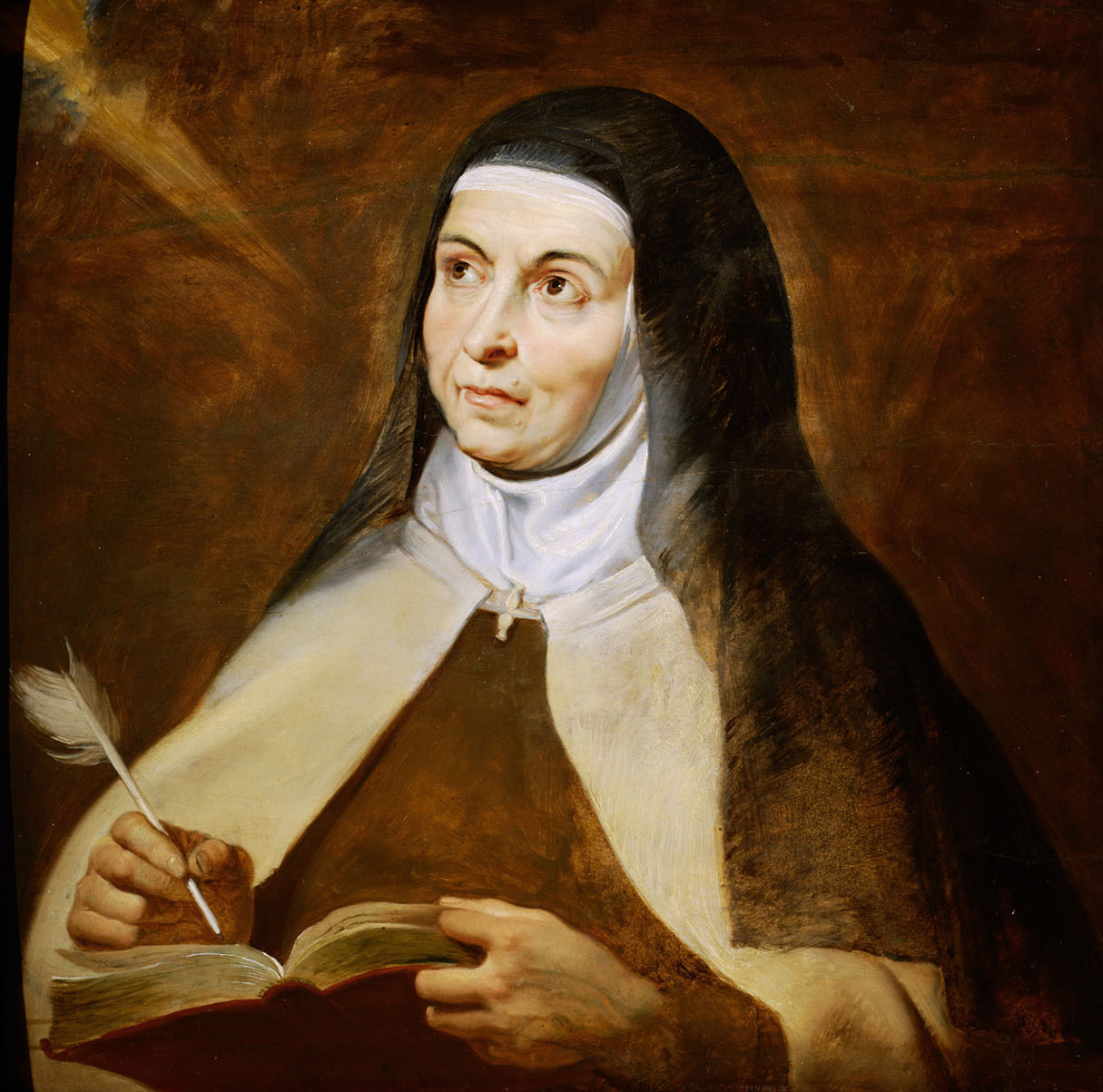
Teresa d'Ávila, Ulm, Alemanya (1615) obra de Peter Paul Rubens

El Renaixement imposa una divisió entre allò que es natural del que és sobrenatural, en oposició a l'edat mitjana en què Déu, la Verge i els Sants intervenien en tot tipus d'assumptes mundans amb aparicions i miracles. En aquesta nova època, hi ha escriptors mundans, com Garcilaso de la Vega, i autors que únicament expressen sentiments religiosos, tant en vers com en prosa. En el Renaixement es desenvolupen i manifesten àmpliament aquests sentiments, fortament impulsats per la Contrarreforma: la lluita contra la Reforma protestant, en la qual es van obstinar l'Església i la Corona espanyoles.

### Ascètica i mística
La literatura religiosa pot manifestar-se en tractats en prosa sobre matèries espirituals (com Los nombres de Cristo, de Luis de León), o bé en poemes carregats d'espiritualitat (sant Joan de la Creu). D'ambdues maneres es van expressar les principals vivències religioses de l'època; l'Ascètica i la Mística.

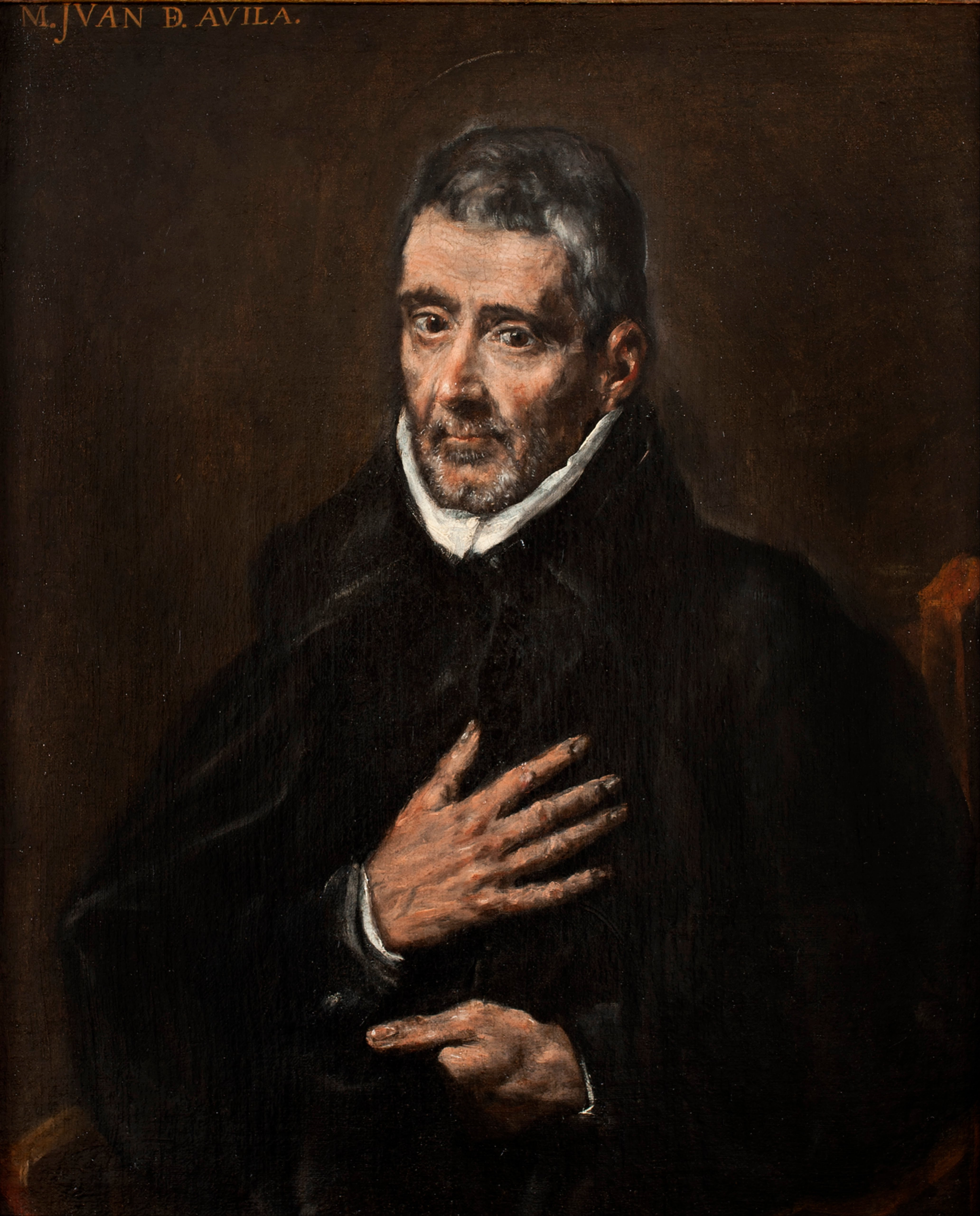
Retrat del sacerdot i escriptor espanyo sant Juan de Ávila (1500-1569), patró del cleregat espanyoll i doctor de l'Església.

- L'ascètica tracta de perfeccionar a les persones incitant al compliment estricte de les obligacions cristianes i instruint en les mateixes. Escriptors importants són Luis de León (1504–1588),[68] sant Joan d'Àvila (1500–1569),[69] i fray Juan de los Àngeles (1536–1609).[70]
- La mística tracta d'expressar els prodigis que alguns privilegiats experimenten en la seva pròpia ànima en entrar en comunicació amb Déu. La forma d'expressió més cultivada és el vers. El seu màxim representant és sant Joan de la Creu,[71] mentre que santa Teresa de Jesús és la prosista més important.[72]

### Sant Joan de la Creu
Joan de la Creu, va néixer a Fontiveros (Àvila), en 1542, probablement el 24 de juny. Després d'estudiar Humanitats, la seva intenció era fer-se cartoixà, però després de conèixer a Santa Teresa, ingressa als vint-i-anys en l'ordre dels carmelites descalços, canviant el seu nom, Juan de Yepes, pel de Joan de la Creu. Els seus intents de reforma de l'orde li van suposar nombroses enemistats i fins i tot presó. Va ser desplaçat i empresonat en un convent de Toledo pels seus germans carmelites en 1577, durant un període de vuit mesos, temps en el qual va compondre la seva Cántico espiritual. En 1578 va fugir de la presó.
Durant la resta de la seva vida va exercir nombrosos càrrecs en l'orde carmelita, sempre en Andalusia. Va ser prior del Calvario (Jaén), rector de l'escola de Baeza, director espiritual del Convento de las Carmelitas Descalzas de Beas. Va compondre per elles el comentari del Cántico espiritual. Fou prior dels Cármenes i confessor de les carmelites a Granada, Vicari provincial d'Andalusia i fundador de diversos convents.

En 1591 cessa en tots els seus càrrecs i, ja malalt, es trasllada des de la Peñuela a Úbeda (Jaén), on mor el 14 de desembre del mateix any. 

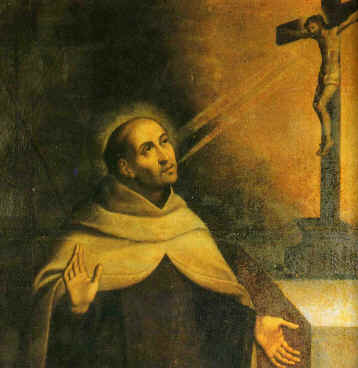
Sant Joan de la Creu un retrat anònim dell.

És autor d'algunes composicions de tall tradicional, escrites majoritàriament en octosíl·labs, però la seva obra més important són tres grans poemes que expressen experiències místiques:
- Nit fosca de l'ànima, breu poema format per vuit lires en què descriu simbòlicament el procés d'unió de l'ànima amb Déu, per mitjà d'una al·legoria: l'estimada (l'ànima) surt de casa en una nit fosca per trobar-se amb el seu estimat (Déu) i unir-se a ell (èxtasi místic).[75]
- Cántico espiritual, subtitulat Canciones entre el alma y el Esposo, és el més extens dels seus poemes. En les quaranta lires que el componen es descriuen, també per mitjà d'una al·legoria, les tres vies místiques: Via purgativa: l'esposa (l'ànima) surt a buscar el seu marit (Déu), preguntant per ell a la naturales. Via il·luminativa: l'esposa troba a l'espòs reflectit en una font i entaula amb ell un diàleg amorós. Via unitiva: es produeix la unió amorosa dels dos esposos, símbol de la unió mística entre l'ànima i Déu.[76]
- Llama de amor viva, el més breu dels tres poemes. Consta de vint versos en sis estrofes que expressen el sentir de l'ànima abrasada per l'amor diví.[77]

Per explicar el significat simbòlic d'aquests tres poemes, va escriure posteriorment quatre tractats en prosa, a manera de comentari, en què exposa l'essencial de la seva doctrina mística: Subida al Monte Carmelo, on comenta les dues primeres estrofes de Noche Oscura. La Noche oscura del alma, comenta aquestes mateixes estrofes i el principi de la tercera. A Llama de amor viva, exposa el poema del mateix nom.

## La prosa renaixentista
Bona part dels subgèneres narratius del segle xv segueixen vius al llarg del xvi. Però, n'hi ha tres que mereixen especial atenció:

### La novel·la pastoril
La novel·la pastoril és d'origen italià, com la sentimental. Sobre l'any de 1558 va aparèixer el primer text espanyol pertanyent a aquest gènere: La Diana, escrita per Jorge de Montemayor. L'èxit d'aquest tipus de narrativa va fer que grans autors de finals del xvi i principis del xvii com Lope de Vega (La Arcadia) o Miguel de Cervantes (La Galatea) cultivessin aquest gènere.

### La prosa didàctica i religiosa.
Durant el regnat de Felip II, que compren els anys de 1557 a 1597, la literatura religiosa a Espanya va tenir el seu major desenvolupament. La religiositat del monarca, l'esperit de la Contrareforma i els costums de l'època, van constituir el context en el qual es va desenvolupar aquest tipus de prosa.
La Literatura didàctica i religiosa és molt ampla, ja que inclou:
- L'apologètica, que presenta arguments a favor de la religió.
- L'ascètica, que tendeix a inculcar els preceptes de la moral i
- La mística, que procura el coneixement de Déu dins el propi esperit, a través de la contemplació i la meditació. La producció dels místics del segle xvi és de gran importància, principalment per al creixement i enfortiment de l'idioma.

### Novel·la picaresca

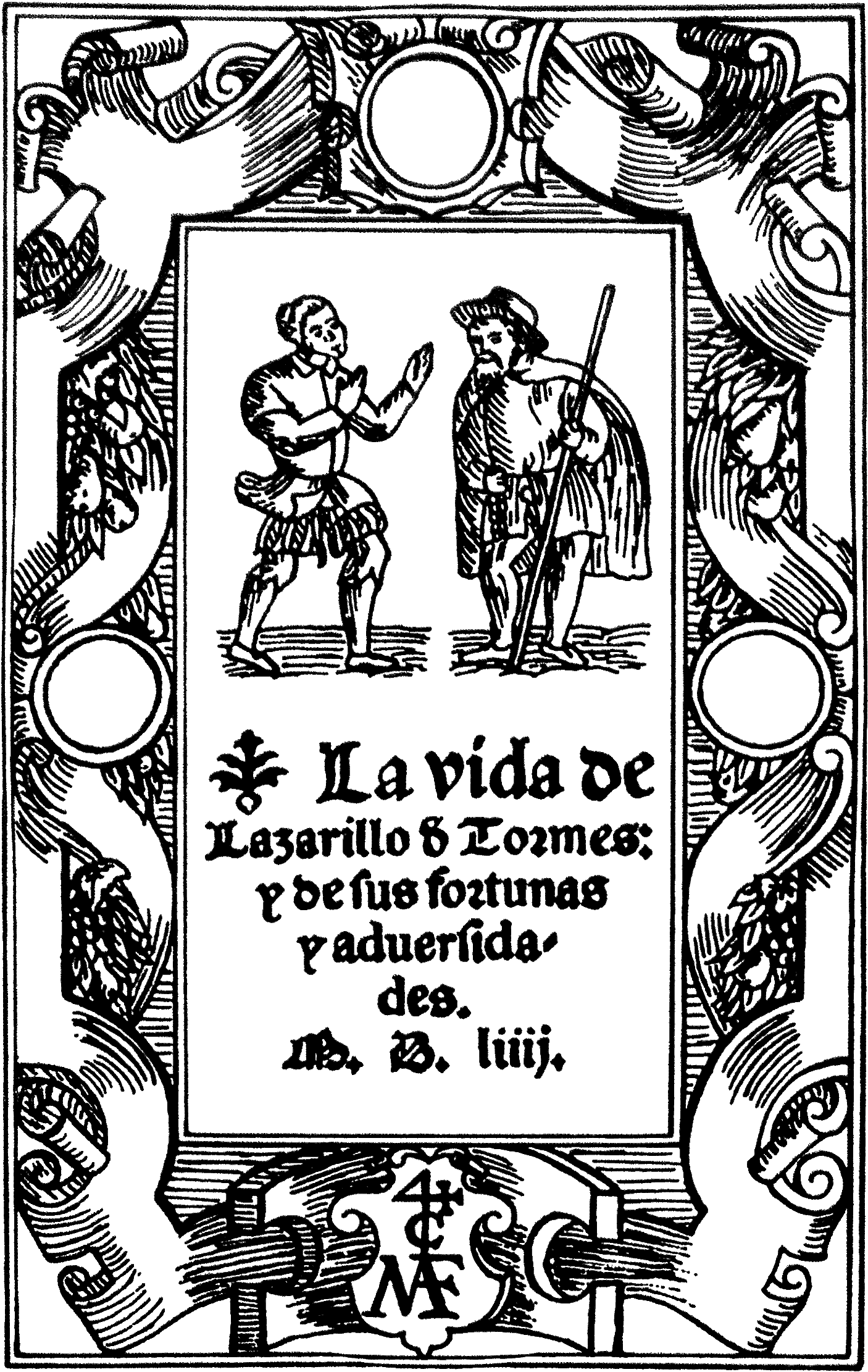
Coberta de l'edició del Lazarillo de Tormes Medina del Campo el 1554, impresa per Mateo i Francisco del Canto.

La novel·la picaresca, com a gènere literari, posseeix les següents característiques: El relat és autobiogràfic amb una narració adreçada a una tercera persona que es troba en una posició social superior a la del narrador. La narració segueix un ordre cronològic. La ironia i el diàleg són dos dels recursos més emprats per desenvolupar l'argument i expressar la crítica en el llibre. I, finalment, el protagonista és un murri. Ès a dir, pertany a la classe social baixa, actua com un antiheroi l'objectiu del qual es créixer i prosperar. Es mou induït per la fam o la necessitat de millorar i busca la manera de tenir una vida millor. També té una manca d'ideals vitals.

#### El Lazarillo de Tormes
L'obra La vida de Lazarillo de Tormes y de sus fortunas y adversidades, coneguda també com El lazarillo de Tormes o Lazarillo, d'autor anònim, es va publicar per primer cop el 1554. Narra la vida d'un noi, Lázaro de Tormes, des del seu naixement fins que es casa a Toledo amb la minyona d'un arxipreste. Durant tot aquest temps serveix a diversos amos que el maltracten i amb prou feines li donen de menjar. narra les seves aventures de manera autobiogràfica. En tant que antiheroi, Lazarillo és utilitzat per la literatura com a antítesi de l'ideal cavalleresc. L'engany, l'astúcia i la trampa enginyosa formen part del seu caràcter.
Aquesta obra, inaugura la novel·la picaresca i destaca dins de la producció de la literatura del Segle d'Or per la seva originalitat. Representa una literatura basada en la realitat enfront de l'idealisme o la religiositat de la literatura de l'època i immediatament anterior (llibres de cavalleries, novel·la sentimental, etc.). Pel que fa a la tècnica emprada, s'ha de destacar el fet d'articular els episodis a través del fil conductor de la vida del murri.

## El teatre

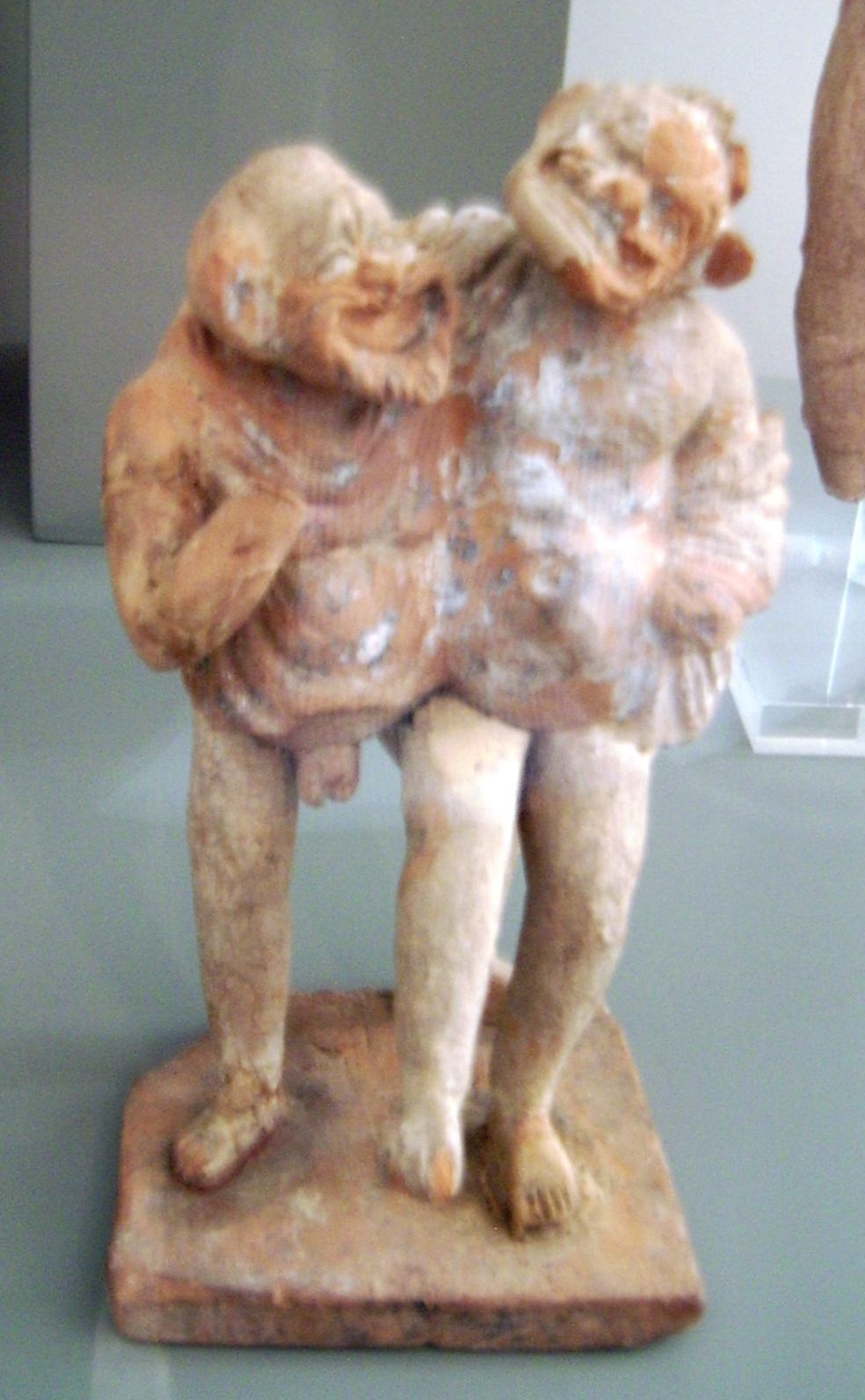
Representació de dos actors amb màscares i pallia penjant a les espatlles (Fabula palliata)

El teatre renaixentista es considera com la unió dels gèneres dramàtics, i de les diferents formes de representació teatral, escrita i practicada a Europa, entre el finals de l'edat mitjana i el començament de l'edat moderna. En aquest període es produeix un fenomen de renaixement del teatre, preparat per la llarga tradició teatral medieval que s'havia manifestat a les corts, places i universitats de múltiples formes, des de la representació sacra fins a les comèdies conegudes com a Commedia dell'arte.
Les causes d'aquest creixement es deu a l'aparició de nous espectadors, com els artesans o els comerciants, que sorgeixen a les ciutats i demanen un teatre de diversió, sense arguments doctrinals ni polítics. Aquest nou públic farà que les companyies no hagin de sortir de gira per mostrar els seus espectacles, i possibilitarà la creació dels primers teatres permanents, els corrals de comèdies, construïts als patis interiors de les illes de cases. D'aquesta manera, les companyies ambulants es podran estabilitzar en els nuclis urbans.
Es manté el tema sagrat com a tema principal dels dramaturgs que operen a la Península Ibèrica durant aquest període. El personatge més important d'aquest gènere va ser Margarida de Navarra (1492–1549), també coneguda com a Margarida d'Angulema que va continuar en ple xvi l'experiència del teatre de misteris. No obstant i això, a Espanya fou important la redescoberta de la Fabula palliata o comèdia llatina.
Els autors mes importants d'aquest període son: Juan del Encina, Lope de Rueda, Juan de la Cueva, Joan Timoneda, Lucas Fernández, Bartolomé Torres Naharro, Gil Vicente i Pedro Manuel de Urrea.